# شب قهرمانان (۲۰۱۵)
شب قهرمانان (به انگلیسی: Night of Champions) یک رویداد غیر رایگان (Pay-Per-View) در کشتی حرفه‌ای می‌باشد که توسط کمپانی دبلیودبلیوئی تهیه می‌شود و این دوره اش هم در ۲۰ سپتامبر ۲۰۱۵ در مجموعه ورزشی تویوتا سنتر شهر هیوستون ایالت تگزاس برگزار شد. این نهمین شب قهرمانان سالانه بود. روال معمول این رویداد به این صورت است که همه عنوان‌دارهای دبلیودبلیوئی باید از کمربند خود دفاع کنند.

## زمینه‌سازی
شب قهرمانان شامل مسابقاتی بین دشمنی‌های موجود، ماجراهای پیش آمده و استوری‌هایی خواهد بود که پیش از این در برنامه‌های راو یا اسمک داون پخش شده بود. کشتی‌گیرها با توجه به مسابقات یا سری اتفاقاتی که برایشان رخ می‌دهد و تنش را به حد اکثر می‌رساند، نقش منفی یا قهرمان به خود می‌گیرند.
سث رالینز در سامراِسلم پس از دخالت مجری رویداد یعنی جان استوارت، موفق به شکست جان سینا و تصاحب هردو کمربند دبلیودبلیوئی سنگین‌وزن جهان و ایالات متحده شد. در راو ۲۴ آگوست، رووسا(تریپل اچ و استفنی مک‌ماهون) تصمیم داشتند تا تمثالی از رالینز را به پاس پیروزی شب قبلش به او تقدیم کنند که با کنار زدن پرده رونمایی مشخص شد که استینگ پشت آن پرده بوده‌است و سپس استینگ به رالینز حمله ور شد و بعد هم کمربند سنگین‌وزن جهان را بالای سر خود برد و به تماشاگران نشان داد و بدین صورت رالینز را به مبارزه بر سر آن طلبید. تریپل اچ بعدتر در شبکه دبلیودبلیوئی اعلام کرد که رالینز باید از کمربند سنگین‌وزن جهان خود در شب قهرمانان مقابل استینگ دفاع کند. در راو ۳۱ آگوست، سینا وارد رینگ رالینز شد تا درخواست مبارزه مجدد با رالینز در شب قهرمانان را از استفنی مک‌ماهون بکند که استفنی آن را پذیرفت.
در سامراسلم تیم پی‌سی‌بی (پِیج، شارلوت و بکی لینچ) طی یک مسابقه الیمینِیشِن سه تیمی دیواز مقابل تیم بِلا (نیکی و بری بِلا و آلیشا فاکس) و همینطور تیم بی.اِی.دی (نِیومی، تَمینا و ساشا بنکس) به برتری رسید. در راو ۳۱ آگوست، یک رقابت از نوع "Beat the Clock" برگزار شد تا هر کسی که موفق به شکست حریف خود در زمان کوتاهتری شد در شب قهرمانان، رقیب #۱ برای مسابقه با نیکی بِلا برای قهرمانی کمربند دیواز شود. لینچ موفق به شکست فاکس با ثبت زمان ۳:۲۱ شد؛ شارلوت، بری را با زمان ۱:۴۰ شکست داد و پِیج و بَنکس هم که نفرات آخری در این مسابقات بودند که با هم مبارزه می‌کردند، باید زودتر از ۱:۴۰ مسابقه را تمام می‌کردند که موفق نشدند و بدین ترتیب شارلوت به عنوان رقیب نیکی انتخاب شد. از آنجایی که نیکی می‌توانست رکورد ای‌جی لی را بشکند، برنامه مسابقه وی با شارلوت تغییر کرد و قرار شد تا شارلوت در راو پیش از شب قهرمانان در ۱۴ سپتامبر برای کمربند دیواز با نیکی مسابقه دهد و شاید بتواند قهرمان جدید و مانع شکسته شدن رکورد ای‌جی شود. در این مسابقه که در راو ۱۴ سپتامبر برگزار شد، آلیشا فاکس در مسابقه دخالت کرد و شارلوت او را نقش بر زمین کرد؛ در همین لحظه، بری جای خود را با نیکی عوض کرد و شارلوت هم به اشتباه بری را پین کرد؛ او مسابقه را با سلب صلاحیت برد ولی نیکی کماکان قهرمان باقی ماند؛ سپس استفنی وارد شد و اعلام کرد که در شب قهرمانان، این دو مجدد به مصاف هم می‌روند و در آن مسابقه چه نیکی سلب صلاحیت شود یا با شمارش معکوس ببازد، کمربندش را از دست خواهد داد. هرچند رکورد ای‌جی لی شکسته شد. گفته می‌شود سینا از مسئولان خواسته تا به هر قیمتی نامزدش نیکی را قهرمان نگه دارند تا رکورد ای‌جی لی را بشکند.
در سامراِسلم، دین امبروز و رومن رینز موفق به شکست بری وایت و لوک هارپر شدند. در راو ۲۴ آگوست، در حالیکه این دو تیم با هم مسابقه مجدد برگزار می‌کردند، عضو جدید خانواده وایت یعنی براون استرومن وارد شد و اولین حضور رسمی خود در دبلیودبلیوئی را تجربه کرد؛ او به رینز و امبروز حمله کرد. در راو ۳۱ آگوست، استرومن در اولین مسابقه رسمی خود پس از دخالت رینز، با سلب صلاحیت مقابل امبروز به پیروزی رسید. در ۵ سپتامبر در WWE.com اعلام شد که هارپر و بری و استرومن در شب قهرمانان طی یک مسابقه تگ تیم شش نفره به مصاف رینز، امبروز و یک یار به انتخاب خودشان می‌روند.

## نتایج
| #                                                                                                 | نتایج | نوع مسابقه | مدت زمان |
| ------------------------------------------------------------------------------------------------- | --- | --- | -------- |
| ۱پ                                                                                                | دِ کازمیک وِیست‌لَند (استارداست، کانِر، و ویکتور) پیروز مقابل نِویل و دِ لوچا دراگونز (کالیستو و سین کارا)                      | مسابقه تگ تیم شش نفره | 9:44     |
| ۲                                                                                                 | کِوین اُوِنز پیروز مقابل رایبک (c)                                                                                          | مسابقه تک نفره برای قهرمانی کمربند بین قاره‌ای                                                                                     | 9:32     |
| ۳                                                                                                 | دالف زیگلر پیروز مقابل روسف (با همراهی سامر ری)                                                                          | مسابقه تک نفره | 13:47    |
| ۴                                                                                                 | د دادلی بویز (بابا رِی دادلی و دی-وان دادلی) پیروز مقابل دِ نو دِی (کوفی کینگستون، بیگ ای، و زِیویِر وودز) (c) با سلب صلاحیت  | مسابقه تگ تیم برای قهرمانی کمربندهای تگ تیم                                                                                       | 9:57     |
| ۵                                                                                                 | شارلوت(با همراهیپِیج و بکی لینچ) پیروز مقابل نیکی بلا (c) (با همراهی بری بلا و آلیشا فاکس) با تسلیم                       | مسابقه تک نفره برای قهرمانی کمربند دیواز. اگر نیکی به هر روشی می‌باخت(سلب صلاحیت، شمارش معکوس و..) شارلوت قهرمان جدید کمربند می‌شد. | 12:47    |
| ۶                                                                                                 | خانواده وایت (بری وایت، لوک هارپر و براون استرومن) پیروز مقابل رومن رینز، دین امبروز و کریس جریکو با تسلیم از نوع ناک‌اوت | مسابقه تگ تیم شش نفره | 13:05    |
| ۷                                                                                                 | جان سینا پیروز مقابل سث رالینز (c)                                                                                       | مسابقه تک نفره برای قهرمانی کمربند ایالات متحده                                                                                   | 16:01    |
| ۸                                                                                                 | سث رالینز (c) پیروز مقابل استینگ                                                                                         | مسابقه تک نفره برای قهرمانی کمربند دبلیودبلیوئی سنگین‌وزن جهان                                                                     | 14:52    |
| - (c) – نشان‌دهنده قهرمان(هایی) است که به میدان می‌روند - پ – نشان‌دهنده این است که مسابقه در پری–شو | | |          |